# Acción Democrática Nacionalista
Acción Democrática Nacionalista (ADN) fue un partido político boliviano de derecha. Fue fundada el 23 de marzo de 1979 por Hugo Banzer después de que éste dejara el poder. Como líder de la ADN, Banzer se postuló en las elecciones presidenciales de 1979, 1980, 1985, 1989, 1993 y 1997. Su sede histórica fue la Casa de la Democracia, ubicada en la avenida Uruguay de La Paz, la cual fue incendiada y saqueada en los disturbios del 12 y 13 de febrero de 2003, y entregada al Estado en 2007.

## Historia
ADN fue fundado el 23 de marzo de 1979 por el  dictador Hugo Banzer después de que se alejó del poder. Posteriormente se expandió incluyendo el Partido de Izquierda Revolucionaria (PIR) y una facción de la Falange Socialista Boliviana (FSB). Como líder de la ADN, Banzer participó en las elecciones presidenciales de 1979, 1980, 1985, 1989, 1993 y 1997. Obtuvo el tercer lugar en 1979 y 1980, y obtuvo la primera mayoría relativa en 1985, pero dado que no obtuvo el 50% necesario para ganar en primera ronda, el Congreso (de acuerdo a la Constitución de Bolivia) debía elegir al nuevo jefe de Estado. De esta manera, salió elegido Víctor Paz Estenssoro, quien había quedado en segundo lugar en los comicios.
El partido de Banzer en ese momento optó por apoyar al Movimiento Nacionalista Revolucionario (MNR) en un gobierno de coalición. La ADN reclamó su autoría sobre algunas de las más importantes reformas económicas neoliberales instauradas por el presidente Paz para sortear la galopante hiperinflación, reprimir a los sindicatos problemáticos, y reducir el tamaño del gobierno. Banzer finalizó segundo en las elecciones de 1989, pero apoyó en el Congreso al tercer finalista, el izquierdista Jaime Paz Zamora, quien se convirtió en presidente de Bolivia con ayuda de la ADN. Nuevamente el partido gobernó como el principal apoyo de la coalición gobernante, esta vez bajo Paz Zamora. La ADN de Banzer finalizó segunda en 1993, esta vez ante Gonzalo Sánchez de Losada (MNR).
Finalmente, en 1997 Banzer logró ser elegido presidente de Bolivia de manera constitucional, a los 71 años. Fue el primer exdictador en la historia reciente de América Latina en adherirse a las políticas democráticas y retornar al poder mediante el voto popular. Durante su gobierno lanzó, bajo la ayuda de los Estados Unidos, un programa para luchar contra el tráfico de drogas en Bolivia, el cual buscaba la erradicación de la coca excedentaria, una estrategia considerada controversial.[cita requerida] En 2001 fue diagnosticado con cáncer de pulmón, y aun cuando había obtenido un período de 5 años, Banzer renunció el 7 de agosto de 2001. Fue sucedido por su vicepresidente, Jorge Quiroga. La salud del expresidente declinó rápidamente, y murió el 5 de mayo de 2002.
Quiroga se convirtió en líder y heredero natural de la ADN, pero cuando compitió por la presidencia en las elecciones de 2005, lo hizo como candidato de la coalición de centroderecha conocida como Poder Democrático Social (PODEMOS), que incluyó a gran parte de la ADN. Su principal oponente fue el izquierdista Evo Morales del Movimiento al Socialismo (MAS). Morales ganó la elección y Quiroga finalizó en un distante segundo lugar, recibiendo el 28,6% de los votos.
Si bien el partido tuvo poca participación política desde 2006, la ADN aún se encuentra inscrita como partido político ante los organismos pertinentes en Bolivia. El partido registraba 217 915 militantes inscritos en 2013.
Para las elecciones nacionales de 2025, ADN eligió inicialmente al candidato liberal-libertario emergente Jaime Dunn como candidato oficial.

## Resultados electorales

### Presidenciales
|  | 14.88 % |

|  | 16.83 % |

|  | 32.83 % |

|  | 25.24 % |

|  | 21.05 % |

|  | 22.26 % |

|  | 3.40 % |

|  | 28.59 % |

|  | 1.45 % |

### Parlamentarias
|  | 14.89 % |

|  | 16.83 % |

|  | 32.83 % |

|  | 25.23 % |

|  | 21.10 % |

|  | 22.30 % |

|  | 3.40 % |

|  | 28.62 % |

|  | 1.45 % |